# Перелітні свині (фільм)
«Перелітні свині» (англ. When Pigs Have Wings, фр. Le Cochon de Gaza) — комедійний драматичний кінофільм режисера Сільвена Естібаля, який вийшов на екрани в 2011 році.

## Сюжет
Джафару, рибалці з сектора Гази, не щастить. Він увесь у боргах, а улов повсякчас поганий. Одного разу в тенета Джафара незбагненним чином потрапляє свиня. Мусульманська віра забороняє йому навіть торкатися цієї тварини, та бажанн покращити життя себе й своєї родини спонукає Джафара скористатися свинею для афери. Він дізнається, що молода російсько-ізраїльська поселенка Єлена вирощує свиней. А оскільки на її фермі немає кабана, то свинячу сперму можна вигідно продати.

## Ролі
| Актор         | Роль |
| ------------- | ---- |
| Сессон Габаї  | -    |
| Байа Белаль   | -    |
| Міріам Текаіа | -    |
| Гассан Аббас  | -    |

## Знімальна група
- Режисер — Сільвен Естібаль
- Сценарист — Сільвен Естібаль
- Продюсер — Жан-Філіп Блайм, Франк Шоро, Беніто Мюллер
- Композитор — Aqualactica, Boogie Balagan